# شیلا ویدنال
شیلا ویدنال (به انگلیسی: Sheila Widnall) یک سیاست‌مدار اهل ایالات متحده آمریکا است.